# 빌리 블레처

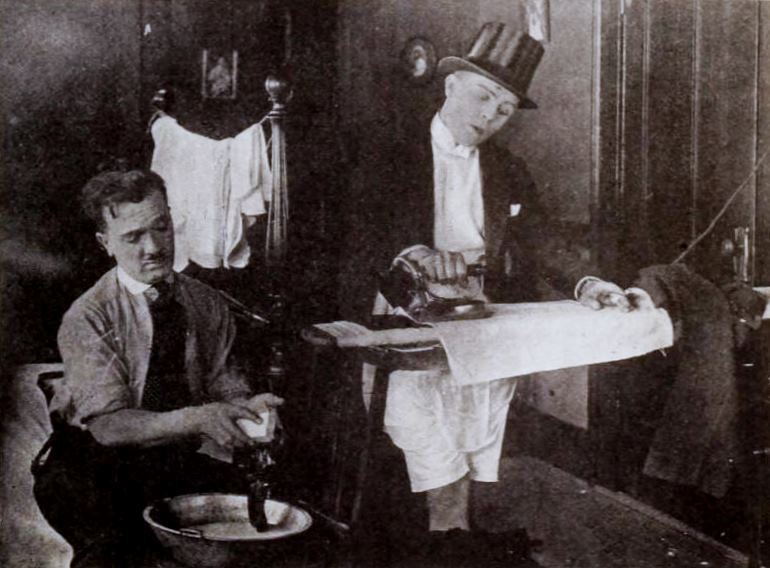

빌리 블레처(Billy Bletcher, 1894년 9월 24일 ~ 1979년 1월 5일)는 미국의 영화배우, 텔레비전 배우, 성우, 각본가이다.
랭커스터에서 태어났으며 로스앤젤레스에서 사망하였다.

## 영화
- 말을 잡아라! (2013년) - 피트 목소리 역
- 할로우 (1965년)
- 디즈니랜드 (1954년) - 빅 피트 역
- 캘러미티 제인 (1953년)
- 벅스 버니 단편 - 미시시피 토끼 (1949년)
- 벅스 버니 단편 - 바우어리 벅스 (1949년)
- 밤에서 밤으로 (1949년)
- 벅스 버니 단편 - 래빗 펀치 (1948년)
- 천국의 사도 조단 2 (1947년)
- 평결 (1946년)
- 쉐인 온 하베스트 문 (1944년)
- 벅스 버니 단편 - 리틀 레드 라이딩 래빗 (1944년)
- 베스트 풋 포워드 (1943년)
- 프라이오러티스 온 퍼레이드 (1942년)
- 내 사랑 마녀 (1942년)
- 덤보 (1941년)
- 인간 에디슨 (1940년)
- 유인원 인간 (1940년)
- 멜로디 랜치 (1940년)
- 히트 퍼레이드 오브 1941 (1940년)
- 조로 파이팅 리전 (1939년)
- 돌아온 론 레인저 (1939년)
- 오즈의 마법사 (1939년)
- 론 레인저 (1938년)
- 도날드스 오스트리치 (1937년)
- 말더듬이 돼지 사건 (1937년)
- 빅 브로드캐스트 오브 1937 (1936년)
- 헐리우드 파티 (1934년)
- 장난감 나라 (1934년)
- 아기 돼지 삼형제 (1933년)
- 탑 스피드 (1930년)
- 쇼 걸 인 헐리우드 (1930년)